# Gli ultimi giorni di Pompei (1926)
Gli ultimi giorni di Pompei (bra Os Últimos Dias de Pompeia) é um filme italiano de 1926, do gênero drama histórico, dirigido por Amleto Palermi e Carmine Gallone, com roteiro baseado no romance The Last Days of Pompeii, de Edward Bulwer-Lytton.